# 永川东站
永川东站，位于中华人民共和国重庆市永川区中山路街道，是成渝客运专线上的高铁站，于2015年12月26日启用营运，成都铁路局管辖。本站是成渝客运专线第三大车站。

## 歷史
- 2015年12月26日通车启用。[3]

## 外部連結
- 中国铁路客户服务中心 （页面存档备份，存于）